# Perches
Perches (em crioulo, Pèch), é uma comuna do Haiti, situada no departamento do Nordeste e no arrondissement de Fort-Liberté. De acordo com o censo de 2003, sua população total é de 8.344 habitantes.